# 1966 a filmművészetben

## Események
- május 24. – Az MGM régi némafilm-állományát biztonsági okokból kevésbé gyúlékony acetátalapú filmre másolják át.
- szeptember 8. – Gene Roddenberry Star Trek sorozatát elkezdik vetíteni.
- szeptember 29. – A Hays Production Code-ot, az amerikai filmipar öncenzúrájának szabálykönyvét 1956–1961 között a moralitásról alkotott felfogás jelentős megváltozása következtében aktualizálták.
- Jacques Rivette Az Apáca című filmjét Franciaországban betiltják az egyház tiltakozása miatt.
- Megalapítják a London Film Maker's Coopot, az angol filmkészítők független érdekképviseletét

## Sikerfilmek
Észak-Amerika
1. Nem félünk a farkastól (Who's Afraid of Virginia Woolf?) – rendező Mike Nichols
2. Jönnek az oroszok! Jönnek az oroszok! – rendező Norman Jewison
3. Egy ember az örökkévalóságnak – rendező Fred Zinnemann
4. Georgy Girl – rendező Silvio Narizzano
5. Django – rendező Sergio Corbucci

## Magyar filmek
- Ablak – rendező Maár Gyula
- Apa – rendező Szabó István
- Aranysárkány – rendező Ranódy László
- Ballaszt – rendező Kocsis Mihály
- Barbárok – rendező Zsurzs Éva
- Borsos Miklós – rendező Mészáros Márta
- Büdösvíz – rendező Bán Frigyes
- Egy gyávaság története – rendező Kézdi-Kovács Zsolt
- Édes és keserű – rendező Szemes Mihály
- És akkor a pasas… – rendező Gertler Viktor
- A férfi egészen más – rendező Fejér Tamás
- Fügefalevél – rendező Máriássy Félix
- Harangok városa – Veszprém – rendező Mészáros Márta
- Harlekin és szerelmese - rendező Fehér Imre
- Hideg napok – rendező Kovács András
- Hogyan közlekedjünk az utcán? – rendező Kardos Ferenc
- Hölgyfodrász - rendező Szemes Mihály
- Itt járt Mátyás király
- Játék az utcán – rendező Sándor Pál
- Kastélyok lakói – rendező Elek Judit
- Ketten haltak meg – rendező Palásthy György
- Kárpáthy Zoltán – rendező Várkonyi Zoltán
- Közelről: a vér – rendező Jancsó Miklós
- Egy magyar nábob – rendező Várkonyi Zoltán
- Minden kezdet nehéz – rendező Révész György
- Nem szoktam hazudni – rendező Kárpáti György
- Az orvos halála – rendező Mamcserov Frigyes
- Randevú a Vörös téren – rendező Bácskai Lauró István
- Sikátor – rendező Rényi Tamás
- Sok hűség semmiért – rendező Palásthy György
- Utószezon – rendező Fábri Zoltán
- Vertikális motívum – rendező Szomjas György

## Díjak, fesztiválok
Oscar-díj (április 18.)
- Film: A muzsika hangja
- Rendező: Robert Wise – A muzsika hangja
- Férfi főszereplő: Lee Marvin – Cat Ballou legendája
- Női főszereplő: Julie Christie – Darling

1966-os cannes-i filmfesztivál
Ezüst Szalag díj
- Férfi főszereplő: Nino Manfredi – Questa volta parliamo di uomini
- Női főszereplő: Giovanna Ralli – La fuga
- Férfi mellékszereplő: Ugo Tognazzi – Io la conoscevo beneért
- Női mellékszereplő: Sandra Milo – Giulietta degli spiriti (Júlia és a szellemek)
- Rendező: Antonio Pietrangeli – Io la conoscevo bene
- Rendező (külföldi): Joseph Losey – The Servant (A szolga, 1963)
- Forgatókönyv: Ettore Scola, Antonio Pietrangeli és Ruggero Maccari Io la conoscevo bene
- Operatőr (fekete-fehér) : Armando Nannuzzi – Vaghe stelle dell'Orsá
- Operatőr (színes): Gianni di Venanzo (posztumusz) – Júlia és a szellemek
- Jelmeztervező: Piero Gherardi – Júlia és a szellemek
- Filmzene: Armando Trovajoli – A hét aranyember
- Producer: Marco Vicario – A hét aranyember
- Producer (rövidfilm): Clodio Cinematografica – Con il cuore fermo Siciliá
- Rövidfilm: Raffaele Andreassi – Antonio Ligabue, pittore (Antonio Ligabue, festő)
- Téma: Marco Bellocchio – I pugni in tasca (Öklök a zsebben)
- Látványtervező: Piero Gherardi – Júlia és a szellemek

Velencei Nemzetközi Filmfesztivál (augusztus 27.–szeptember 2.)
- Arany Oroszlán díj: Az algíri csata
- Férfi főszereplő: Jacques Perrin – A kutatás
- Női főszereplő: Natasa Arinbaszarova – Az első tanító
- A zsűri különdíja: Chappaqua

Berlini Nemzetközi Filmfesztivál (június 24.–július 5.)
- Arany Medve: Zsákutca – Roman Polański
- Rendező: Carlos Saura: A vadászat
- Férfi főszereplő: Jean-Pierre Léaud – Hímnem-nőnem
- Női főszereplő: Lola Albright – Mollymamuk, a csodagyerek

## Filmbemutatók
- Ez mind megtörtént útban a Fórum felé – rendező Richard Lester
- Egy férfi és egy nő – Arany Pálma díj; főszereplők Anouk Aimée, Jean-Louis Trintignant, rendező Claude Lelouch
- Egy ember az örökkévalóságnak – rendező Fred Zinnemann
- Alfie – Szívtelen szívtipró – főszereplő Michael Caine, rendező Lewis Gilbert
- Kaland Mexikóban – főszereplő Marlon Brando, rendező Sydney J.Furie
- Batman – rendező Leslie H.Martinson
- Az algíri csata – Arany Oroszlán díj, rendező Gillo Pontecorvo
- A Biblia – rendező John Houston
- The Birds, the Bees and the Italians – Arany Pálma díj, főszereplő Virna Lisi, rendező Pietro Germi
- Brancaleone ármádiája – főszereplő Vittorio Gassman, rendező Mario Monicelli
- Blood Bath – rendező Jack Hill, Stephanie Rothman
- Nagyítás (Blowup) – rendező Michelangelo Antonioni
- Chappaqua – rendező Conrad Rooks
- Zsákutca – Arany Medve díj, rendező Roman Polański
- 451 Fahrenheit – rendező François Truffaut
- Follow Me, Boys! – rendező Norman Tokar
- Frankie and Johnny -főszereplő Elvis Presley, rendező Frederick de Cordova
- Godzilla vs. the Sea Monster – rendező Jun Fukuda
- A Jó, a Rossz és a Csúf – főszereplő Clint Eastwood, rendező Sergio Leone
- Szakadt függöny – főszereplő Paul Newman, Julie Andrews, rendező Alfred Hitchcock
- The Great St Trinian's Train Robbery – rendező Sidney Gilliat, Frank Launder
- Hawaii – főszereplők Julie Andrews, Max von Sydow, Gene Hackman, rendező George Roy Hill
- It Happened Here – rendező Kevin Brownlow, Andrew Mollo
- Morgan! – rendező Karel Reisz
- Our Man Flint – rendező Daniel Mann
- Hawaii Paradicsom – főszereplő Elvis Presley, rendező Michael D.Moore
- Párizs ég? (Is Paris Burning?) – főszereplő Jean-Paul Belmondo, rendező René Clément
- Homokkavicsok – főszereplő Steve McQueen, rendező Robert Wise
- Persona – rendező Ingmar Bergman
- The Singing Nun – rendező Henry Koster
- Kipörögve-bepörögve – főszereplő Elvis Presley, rendező Norman Turog
- Hármas kereszt – főszereplő Cristopher Plummer, rendező Terence Young
- Trunk to Cairo – rendező Menahem Golan, Raphael Nussbaum
- A vad angyalok – főszereplő Peter Fonda, rendező Roger Corman
- Winnie the Pooh and the Honey Tree (short subject) – rendező Wolfgang Reitherman
- El a kezekkel a feleségemtől! - főszereplő Tony Curtis, Virna Lisi és George C. Scott, rendező Norman Panama
- Szigorúan ellenőrzött vonatok - rendező Jiří Menzel, főszereplők Václav Neckář, Josef Somr, Vlastimil Brodský, Jitka Bendová, Jiří Menzel
- Andrej Rubljov - rendező Andrej Tarkovszkij

## Születések
- január 13. – Patrick Dempsey, színész
- február 11. – Stephen Gregory, színész
- február 7. – Chris Rock, színész
- április 12. – Kerekes Éva, színésznő
- május 20. – Helena Bonham Carter, színésznő
- július 11. – Debbe Dunning, színésznő
- július 15. – Irène Jacob, színésznő
- augusztus 14. – Halle Berry, színésznő
- szeptember 2. – Salma Hayek, színésznő
- szeptember 22. - Erdoğan Atalay, színész
- november 17. – Sophie Marceau, színésznő

## Halálozások
- január 14. – Barry Fitzgerald, ír színész
- február 1. – Buster Keaton, Amerikai színész, rendező
- július 23. – Montgomery Clift, Amerikai színész
- október 16. – George O'Hara, Amerikai színész
- december 15. – Walt Disney, Amerikai rajzfilm producer